# Simira hexandra
Simira hexandra är en måreväxtart som först beskrevs av Spencer Le Marchant Moore, och fick sitt nu gällande namn av Julian Alfred Steyermark. Simira hexandra ingår i släktet Simira och familjen måreväxter. Inga underarter finns listade i Catalogue of Life.